# 刘汉元
刘汉元（1964年—），汉族，四川眉山人，中华人民共和国企业家、政治人物，中国民主建国会会员，通威集团董事局主席、通威股份有限公司董事长。配偶管亚梅，育有一女，刘舒琪。

## 生平
曾担任十一届全国政协常务委员、民建中央常委、通威股份有限公司董事长。2002年12月，中国民主建国会第八次全国代表大会在北京召开，并选举产生第八届中央委员会，他当选常务委员。2008年，当选第十一届全国政协常务委员，代表中国民主建国会，分入第七组。2018年2月24日，当选为第十三届全国人大代表。